# 아나스타샤 (1997년 영화)
《아나스타샤》(영어: Anastasia)는 미국에서 제작된 게리 골드먼 감독의 1997년 애니메이션, 판타지, 모험, 드라마 영화이다. 멕 라이언 등이 주연으로 출연하였고 돈 블루스 등이 제작에 참여하였다. 20세기 폭스가 배급하였다.

## 줄거리
1916년, 상트페테르부르크, 러시아 제국에서 로마노프 왕조 3백주년을 기념하는 무도회에서 황태후 마리는 막내 손녀이자 8세인 아나스타샤 여대공에게 "파리에서 함께"라고 새겨진 오르골과 목걸이를 작별 선물로 준다. 무도회는 로마노프가의 전 왕실 고문인 그리고리 라스푸틴에 의해 갑자기 중단된다. 자칭 성인이라 불리던 그는 러시아를 장악하려다 결국 망명된 후 사기꾼으로 밝혀졌다. 복수를 꾀하던 라스푸틴은 적을 죽일 힘을 얻기 위해 영혼을 팔았다. 그의 힘은 그가 보호해야 할 부정한 성유물에 나타난다. 그는 그것을 사용하여 로마노프가를 저주하고 러시아 혁명을 촉발시킨다. 궁전이 공격받자 마리와 아나스타샤는 10세 하인 디미트리의 도움을 받아 비밀 통로를 통해 탈출한다. 라스푸틴은 얼어붙은 말라야 넵카강에서 두 왕족을 마주하지만, 얼음 속으로 떨어져 익사한다. 두 사람은 움직이는 기차에 도달하고, 마리는 기차에 오르지만 아나스타샤는 떨어져 머리를 다쳐 기억상실에 걸린다.
10년 후, 러시아는 이제 소련의 일부가 된다. 아나스타샤의 생존 소문이 퍼지고, 마리는 그녀의 무사 귀환에 1000만 루블을 제안한다. 이제 사기꾼이 된 20세의 디미트리와 그의 범죄 동료이자 전 귀족인 블라디미르 발랴 "블라드" 보닛스키 바실로비치는 보상을 받기 위해 아나스타샤와 닮은 사람을 찾는다. 한편, 18세의 아나스타샤(이제 "아냐"라고 불림)는 기억상실에 걸린 이후 살았던 시골 고아원을 떠난다. 푸카라고 이름 붙인 길잃은 강아지와 함께 그녀는 목걸이의 글귀에 영감을 받아 자신의 과거를 밝히기 위해 파리로 향하기로 결심하지만, 출국 비자가 필요하다는 것을 알게 된다. 한 노파는 그녀에게 버려진 궁전에서 디미트리를 찾아가라고 조언한다. 그곳에서 디미트리와 블라드는 아냐가 "진짜" 아나스타샤와 닮았다는 것에 깊은 인상을 받는다. 그들은 그녀를 파리로 데려가기로 결정한다.
라스푸틴의 불멸의 백색증 박쥐 조수 바톡은 근처에 있다가 아냐의 존재로 인해 잠자고 있던 주인의 성유물이 되살아나는 것을 발견한다. 그것은 그를 림보로 끌고 가는데, 그곳에서 그는 라스푸틴이 살아남았다는 것을 알게 된다. 아나스타샤가 저주에서 벗어났다는 소식을 듣고 격분한 라스푸틴은 성유물에서 자신의 악령 하수인들을 보내 그녀를 죽이려 한다. 그들은 세 사람이 상트페테르부르크를 떠나는 기차를 방해하고, 나중에는 아냐를 몽유병으로 유인하여 프랑스로 가는 배에서 떨어뜨리려 한다. 세 사람은 무의식적으로 두 번의 시도를 모두 좌절시키고, 라스푸틴과 바톡은 아냐를 죽이기 위해 지상으로 돌아와야 한다. 한편, 디미트리와 블라드가 아냐에게 궁정 예절과 로마노프 가문의 역사에 대해 가르치는 동안, 디미트리와 아냐는 사랑에 빠지기 시작한다.
세 사람은 마침내 파리에 도착하여 수많은 사기꾼들을 만난 후 아나스타샤를 찾는 것을 포기한 마리를 찾아간다. 그럼에도 불구하고, 마리의 사촌 소피는 아냐의 신원을 확인하기 위해 질문을 던진다. 아냐는 배운 모든 답을 말하지만, 디미트리는 그녀가 궁전 포위 공격에서 탈출하는 것을 그가 도왔던 것을 어렴풋이 기억하자 마침내 그녀가 진짜 아나스타샤라는 것을 깨닫는다. 소피 역시 확신하고, 오페라 가르니에에서 마리와의 만남을 주선한다. 그곳에서 디미트리는 소개를 시도하지만, 마리는 디미트리의 초기 계획을 들었기 때문에 거절한다. 아냐는 대화를 엿듣고 화를 내며 떠난다. 디미트리는 나중에 마리를 그녀의 차에 납치하여 아냐를 만나게 강요하고, 탈출 중에 아나스타샤가 떨어뜨린 오르골을 제시하며 마침내 그녀를 설득한다. 마리와 아냐가 대화하는 동안, 아냐는 기억을 되찾는다. 두 사람은 오르골에서 나오는 자장가를 부르며 기쁨에 겨워 재회한다.
마리는 디미트리에게 보상을 제안하고, 그가 자신들을 구했던 하인 소년임을 알아보지만, 그는 거절하고 상트페테르부르크로 떠난다. 아나스타샤의 귀환 축하 행사에서 마리는 그녀에게 디미트리의 행동을 알리고, 아나스타샤는 남을지 그와 함께 갈지 고민한다. 아나스타샤는 알렉상드르 3세 다리로 유인되어 라스푸틴에게 붙잡혀 공격당한다. 디미트리는 그녀를 구하기 위해 돌아오지만, 부상을 입고 의식을 잃는다. 싸움 중에 아나스타샤는 라스푸틴의 성유물을 손에 넣어 부수고, 라스푸틴은 산산조각 나며 죽으면서 가족의 복수를 한다.
그 후, 아나스타샤와 디미트리는 화해한다. 그들은 사랑의 도피를 하고, 아나스타샤는 마리와 소피에게 언젠가 돌아오겠다고 약속하는 작별 편지를 보낸다. 바톡은 암컷 박쥐와 키스를 나누고 관객에게 작별 인사를 한다.

## 출연
- 멕 라이언 - 아나스타샤
- 존 쿠삭 - 드미트리
- 안젤라 랜즈베리 - 황후
- 크리스토퍼 로이드 - 라스퓨틴
- 켈시 그래머 - 블라디미르
- 행크 아자리아 - 바르톡
- 버나뎃 피터스 - 소피
- 커스틴 던스트 - 어린 아나스타샤

## 한국판 성우진(KBS)
- 정미숙 - 아나스타샤(멕 라이언/커스틴 던스트)
- 구자형 - 드미트리(존 쿠삭)
- 이경자 - 황후(앤절라 랜즈베리)
- 김병관 - 라스퓨틴(크리스토퍼 로이드)
- 이종구 - 블라디미르(켈시 그래머)
- 이윤선 - 바르톡(행크 아자리아)
- 송연희 - 소피(버나뎃 피터스)
- 최병상 - 니콜라스(릭 존스)
- 이향숙 - 어린 드미트리(글렌 워커 해리스)
- 나수란 - 플레민코프(앤드리아 마틴)
- 최옥희 - 늙은 여자(앤드리아 마틴)
- 성창수 - 황후저택의 하인(릭 존스)
- 임성표 - 기차표 판매원(릭 존스)
- 김정주 - 가짜 아나스타샤(차리티 제임스)
- 오수경 - 배우(데브라 무니)
- 원호섭 - 혁명군(릭 존스)

## 같이 보기
- 애나 앤더슨
- 20세기 스튜디오의 장편 애니메이션 영화 목록